# Mordbrenner – Ihr gehört nicht zu uns!
Mordbrenner – Ihr gehört nicht zu uns! war die letzte offizielle Veröffentlichung der Rechtsrock-Band Störkraft vor ihrer Auflösung. Die Extended Play erschien 1993 über Rock-O-Rama.

## Entstehungsgeschichte
1992 waren Störkraft nach der Distanzierung der Böhsen Onkelz vom rechtsextremen Teil der Skinhead-Szene die bekannteste Rechtsrock-Band Deutschlands. Ihre beiden Alben Dreckig, kahl & hundsgemein (1989) und Mann für Mann (1990) erreichten Verkaufszahlen im fünfstelligen Bereich. Störkraft schaffte es auch dank ihres Managers Torsten Lemmer, in zahlreichen Medien präsent zu sein, so mit einem Exklusivinterview im Spiegel und in der Fernsehsendung Boulevard Bio. Gleichzeitig kam es aber auch zu den ersten rechtsextremen Pogromen nach der Wiedervereinigung: unter anderem den Ausschreitungen in Rostock-Lichtenhagen und dem Mordanschlag von Solingen. Die Band, die vorher noch den rechtsextremen Mob mit Textzeilen wie „Wir sind Deutschlands rechte Polizei, wir machen die Straßen türkenfrei“ anheizte, sah sich mit dem Problem der Strafverfolgung konfrontiert. Beide Alben wurden von der Bundesprüfstelle für jugendgefährdende Schriften (BPjS) indiziert und die ersten Ermittlungen gegen die Band begangen. Dies stand auch ihrem kommerziellen Erfolg entgegen. Gerüchteweise stand man vor einem Vertragsabschluss mit einer großen Plattenfirma. So entschied man sich, sich von den Gewalttätern zu distanzieren. Die Band schrieb das Stück Mörder ohne Reue, das eine klare Distanzierung von den Gewalttaten enthielt. Musikalisch bediente man sich beim Lied Brighton Bomb von der englischen linken Punk-Band Angelic Upstarts. Auch der Titel der EP Mordbrenner – Ihr gehört nicht zu uns! sollte keinen Zweifel an der geänderten Gesinnung entstehen lassen. Ergänzt wurde die CD um den dritten Teil des Liedes Unter Freunden, Skinhead Girl und Altbiermann.

## Titelliste
1. Mörder ohne Reue – 3:45
2. Freunde III – 3:19 (auch: Unter Freunden III)
3. Skinhead Girl – 2:43
4. Altbiermann – 4:02

## Rezeption
Weder in der eigenen Szene noch bei den Mainstream-Medien stieß das Werk auf viel Gegenliebe. Die früheren Anhänger fühlten sich von ihrer Vorzeigeband verraten. Die Medien dagegen nahmen der Band den Wandel nicht ab. Der Spiegel schrieb dazu:

„Mit ein bißchen Kreide im Hals und dem Slogan ‚Mordbrenner, ihr gehört nicht zu uns‘, ist offensichtlich jede Ungeheuerlichkeit verziehen. Störkraft-Chef Petritsch, der heute immerhin im Besitz einer Baseballkappe und einer spärlichen Haartracht ist, freut sich: ‚Die Texte unserer Songs kann man drehen und wenden wie man will. Aber es gibt keine klare Aussage.‘ So geht das. So wird der Nazi gesellschaftsfähig.“

## Weitere Entwicklungen
Letztlich nutzte die Distanzierung von der rechtsextremen Szene wenig. Jörg Petritsch, Bassist, Sänger und Haupttexter der Band, wurde wegen verschiedenen Textstellen auf den vorangegangenen Alben sowie des Zeigens des Hitlergrußes bei einem Konzert in Bremen zu zwei Jahren auf Bewährung und einer Geldstrafe von 15.000 DM verurteilt. Die Band zerbrach. Volker Grüner wechselte die Fronten und wurde etwas später Mitglied der eher linksorientierten Oi!-Band 4 Promille. Am vorhandenen Songmaterial von Störkraft verdienten eine Reihe rechtsextremer Independent-Label, so Rock-O-Rama, die diverse Lieder immer wieder neu auflegten. Unter Freunden III erschien später auch auf der Single Bier, Wein, Weiber und Gesang  (1996). Skinhead Girl wurde als eigene Single ebenfalls 1996 neu aufgelegt.